# The Man Who Would Be King
"The Man Who Would Be King" (1888, en español: El hombre que pudo ser rey) es un cuento publicado por Rudyard Kipling acerca de dos aventureros en la época del Raj británico, quienes se convirtieron en reyes de Kafiristán, una remota parte de Afganistán. La misma fue publicada por primera vez en The Phantom Rickshaw and other Eerie Tales (1888); como también ha aparecido en Wee Willie Winkie and Other Child Stories (1895) y numerosas otras ediciones de esa colección. Fue adaptada a otros medios en diversas oportunidades.
Una de las adaptaciones más famosas es The Man Who Would Be King (1975), adaptada y dirigida por John Huston, con las actuaciones estelares de Sean Connery como Dravot y Michael Caine como Carnehan, como también a Christopher Plummer interpretando a Kipling.

## Trama
El narrador de la historia es un periodista indio-británico, corresponsal del periódico "The Northern Star" en la India del siglo XIX: de la misma forma que lo fue Kipling en su momento. Mientras se encuentra recorriendo estados principescos, en 1886, se encuentra con dos aventureros desaliñados, Daniel Dravot y Peachey Tolliver Carnehan. Al sentir lástima por sus historias, decide ayudarlos en un pequeño recado, aunque luego se arrepiente y decide entregarlos a las autoridades, así evitaría que chantajeen a un rajá sin mucha relevancia. Unos meses después, ambos se le aparecen en su oficina periodística en Lahore, donde le cuentan un plan que pergeniaron. Le comentan que, después de haber intentado muchísimas cosas en la India, creen que el país no es lo suficientemente grande para ellos, por lo que se marcharán a Kafiristán y se instalarán allí como reyes. Dravot, disfrazado como un cura enfermo, y Carnehan, como su sirviente, irán a explorar una región sin explorar armados de veinte Martini-Henry, como así también de sus conocimientos militares británicos. Una vez allí, encontrar un verdadero rey a quien ayudar a derrotar enemigos y una vez logrado, derrocarlo para convertirse en reyes ellos mismos. Le piden al narrador que les dé libros, enciclopedias y mapas como favor, tanto porque todos son francmasones y también en compensación por haberles arruinado el chantaje. Para mostrarle que no están locos, le muestran un contrato mediante el cual deciden abstenerse de tomar alcohol y tener relaciones con mujeres hasta haber conseguido ser reyes.

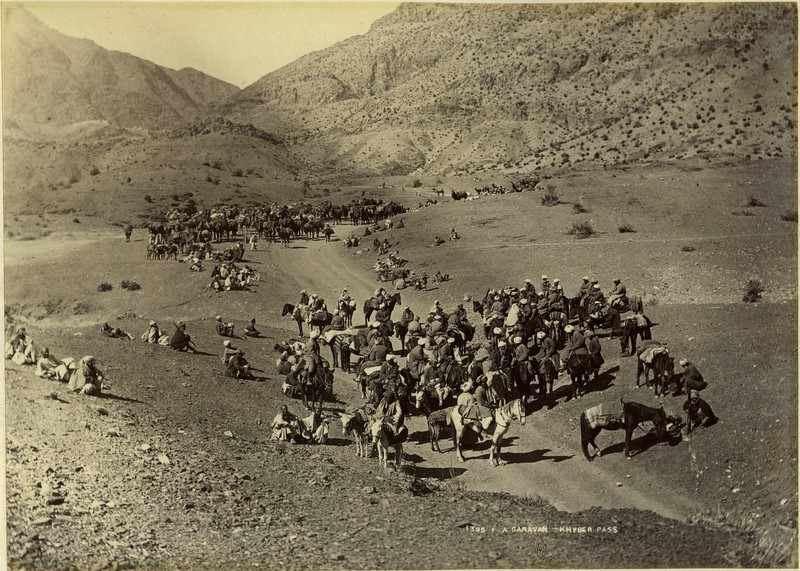
Caravana en Khyber c. 1880.

Dos años después, en una calurosa noche de verano, Carnehan regresa a la oficina del narrado. Se encuentra en muy mal estado, lisiado y mal vestido, pero le cuenta una maravillosa historia: tanto él como Dravot tuvieron éxito en convertirse en reyes. Tras haber atravesado difíciles caminos montañosos, encuentran kafires, formaron un ejército, y se apoderado de poblados, todo con la ambición de formar una nación o incluso un imperio. Los kafires estaban impresionados por los rifles y la falta de miedo de Dravot hacia sus ídolos paganos, por lo que pronto comienzan a aclamarlo como un dios y descendiente de Alejandro el Grande; además como su complexión física era más blanca que la de los nativos ("tan peludos y blancos, que era como estrechar la mano con viejos amigos"), para ellos representaba una descendencia de Alejandro como de antiguos guerreros. Dravot y Carnehan se sorprendieron, además, de que los kéfires practicaban un ritual masónico, por lo que comienzan a consolidar sus relaciones con los nativos a través de los secretos masónicos, mostrando que tenían un conocimiento hasta superior a la de los sacerdotes y nativos locales.

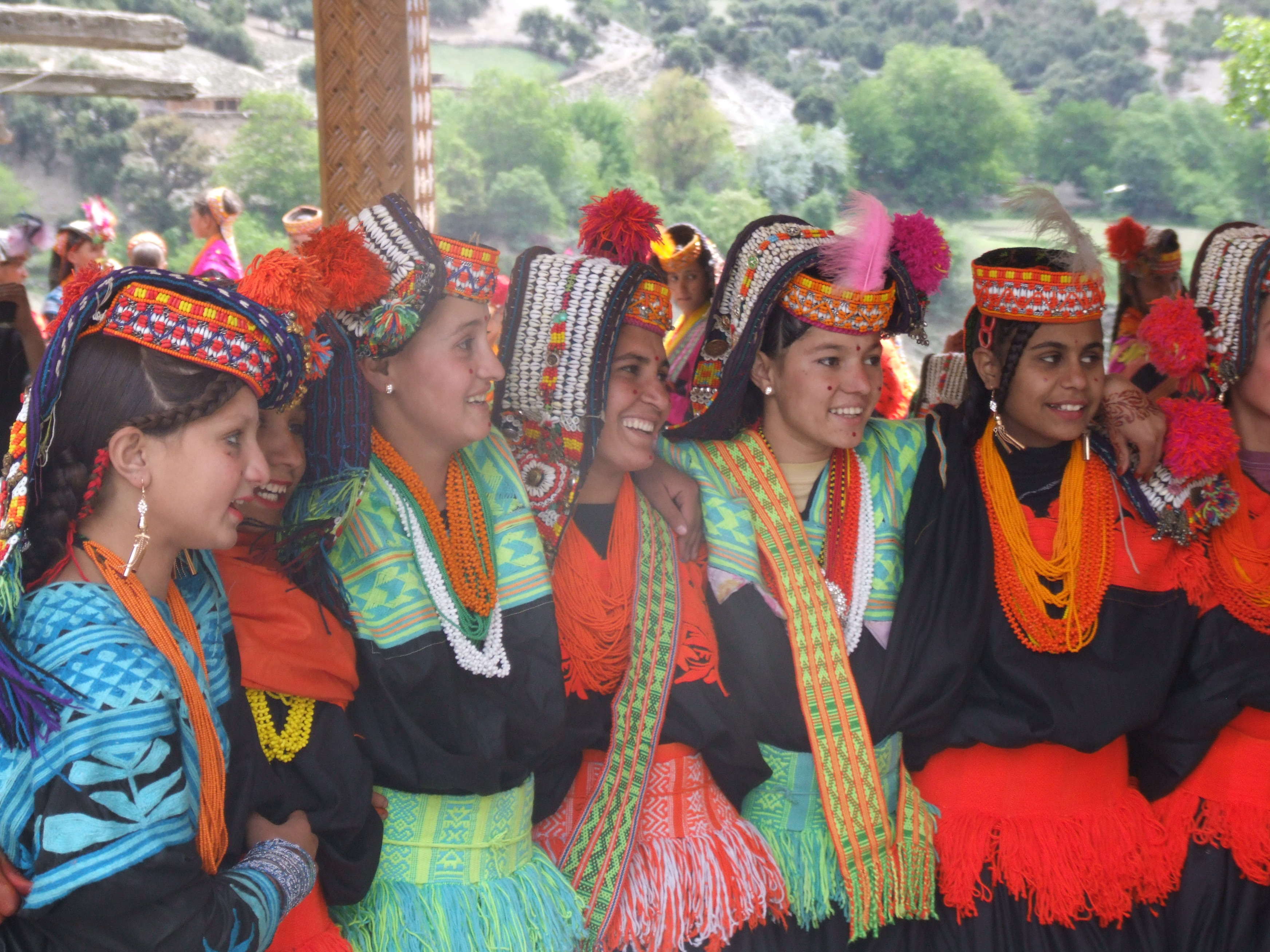
Festival Kalash.

La estructura creada por Dravot y Carnehan se desvaneció pronto cuando Dravot, contra el consejo de Carnehan, decide que es hora de casarse con una chica kafir, porque estaba decidido a tener una reina consorte, que además le diese una descendencia con orígenes locales. Aterrorizada por casarse con un dios, la niña muerde a Dravot durante la ceremonia de bodas. Viéndolo sangrar, los curas exclaman "¡No es ni un dios ni un diablo, sino un humano!" y casi todos los nativos se les van en contra. Unos pocos se mantienen leales, pero el ejército es derrotado y ambos capturados. Dravot, ostentando su corona, fue colgado de un puente y tras un tiempo tendido de éste, lo dejan caer y muere. Carnehan es crucificado en dos pinos, pero, tras permanecer vivo un día a pesar de las torturas, los nativos consideran que es un milagro y lo dejan irse. Decide paso a paso regresar a la India, lo que le cuesta un año.
Como prueba de la historia, Carnehan le muestra la cabeza de Dravot y su corona al narrador, que jura no vender jamás, llevándola siempre consigo. Al día siguiente, el narrador ve a Carnehan arrastrándose por las calles y en un estado de locura. Al verlo en ese estado, decide llevarlo a un hospital psiquiátrico. Dos días después investiga y descubre que ha fallecido de una insolación.